# 하시다 구니히코

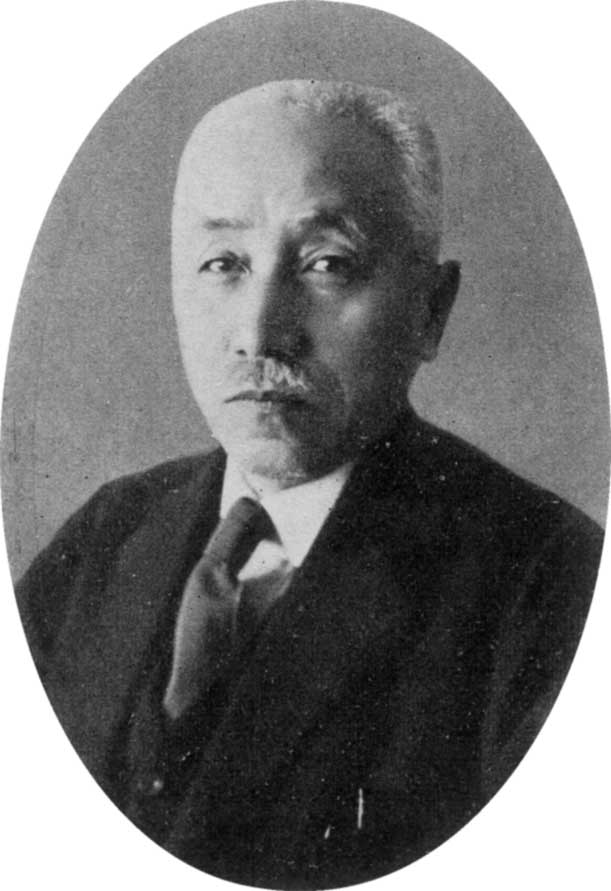
하시다 구니히코

하시다 구니히코(橋田邦彦, 1882년 3월 15일 - 1945년 9월 14일)는 일본의 의학자, 교육자, 의학박사로 호는 무적(無適)이다. 옛 성은 후지타로, 생리학자 후지타 토시히코의 친 동생이다.
‘과학하는 마음’으로 칭하는 학교 교육에서의 자연 관찰을 추진하는 등 전후의 과학 교육에도 영향을 주었다. 또한 흥아 공업대학(현 지바 공업대학)의 창립에 즈음하여 정부 대표로 참여하고 있다.
일본에서 최초로 ‘실험 생리학’을 제창하는 등 생리학자, 의사로 많은 실적을 올렸다. 그 명성 때문에 고노에 후미마로, 도조 히데키 두 총리로부터 문교부 장관으로 초빙되었다. 따라서 태평양 전쟁 패전 후 연합군 최고사령부로부터 A급 전범 용의자로 지명되어, 음독자살을 했다.

## 경력
1882년 돗토리 현의 한방 의사 후지타 구니히코의 차남으로 태어나 돗토리 중학교 재학 중에 카와무라 군 나가세야도(長瀬宿)의 의사 하시다 우라쿠라(橋田浦蔵)의 양자가 된다. 제1고등학교에서 도쿄제국대학 의학과를 졸업하고 생리학 교실에 들어갔다. 1914년 독일 유학을 하고 귀국 후 생리학 조교수가 되었고, 1922년 교수가 되고 실험적 생리학, 특히 전기 생리학의 연구 개발에 노력했다. 생리학의 많은 저작 외에 철학에 조예가 깊었고, 선에 통달했다. 1945년 9월 14일, 태평양 전쟁의 책임을 지고 도쿄 오기쿠보의 자택에서 사이안화 칼륨으로 음독 자살 했다.

### 약력
- 1908년 - 도쿄 제국 대학 의과 대학 의학과 졸업
- 1909년 - 도쿄 제국 대학 의과 대학 조수
- 1914년 - 생리학 연구를 위한 유럽 유학 (~ 1918년 9월)
- 1918년 - 도쿄 제국 대학 의과 대학 조교수
- 1921년 - 의학 박사
- 1922년 - 도쿄 제국 대학 교수
- 1935년 - 문부성 사상시학 위원
- 1937년 – 제1고등학교 교장 겸임
- 1940년 - 제2차 고노에 내각의 문교부 장관에 취임
- 1941년 - 문교부 장관이자 대일본 청소년 단장, 10월의 도조 내각 성립 후에도 유임
- 1944년 - 교학 연성 소장 (부모 임관 대우)

## 같이 보기
- 고이즈미 지카히코
- 양명학